# 城南南
城南南（じょうなんみなみ）は、大分県大分市の地名。現行行政地名は城南南一丁目及び城南南二丁目。住居表示実施済区域。

## 地理
大分市の西部に位置し、西に城南西、北に城南北、東に城南東、南に竹の上と接している。

## 歴史

### 沿革
- 2022年（令和4年）1月8日 - 住居表示を実施に伴い、大字永興の一部（通称は城南団地南、城南南町、竹の上の一部）から、城南南一丁目及び城南南二丁目を新設[5]。

### 町名の変遷
| 実施後       | 実施年月日              | 実施前（各町名ともその一部） | 実施前（各町名ともその一部） |
| 実施後       | 実施年月日              | 公称                         | 通称                         |
| ------------ | ----------------------- | ---------------------------- | ---------------------------- |
| 城南南一丁目 | 2022年（令和4年）1月8日 | 大字永興（一部）             | 城南団地南、城南南町         |
| 城南南二丁目 | 2022年（令和4年）1月8日 | 大字永興（一部）             | 城南南町、竹の上（一部）     |

## 世帯数と人口
2022年（令和4年）3月31日現在（大分市発表）の世帯数と人口は以下の通りである。
| 丁目         | 世帯数  | 人口  |
| ------------ | ------- | ----- |
| 城南南一丁目 | 209世帯 | 429人 |
| 城南南二丁目 | 86世帯  | 205人 |
| 計           | 295世帯 | 634人 |

## 学区
市立小・中学校に通う場合、学区は以下の通りとなる（2022年4月時点）。
| 丁目         | 番・番地等 | 小学校             | 中学校             |
| ------------ | ---------- | ------------------ | ------------------ |
| 城南南一丁目 | 全域       | 大分市立城南小学校 | 大分市立城南中学校 |
| 城南南二丁目 | 全域       | 大分市立城南小学校 | 大分市立城南中学校 |

## 施設
- 城南幼稚園[7]

## その他

### 日本郵便
- 郵便番号 : 870-0825[2]（集配局 : 大分中央郵便局[8]）。